# Автошлях E802
Європейський маршрут E 802 — європейська дорога класу B у Португалії, що з'єднує міста Браганса та Оріке.

## Маршрут
- Португалія
  - E80, E01 Браганса
  - E80 Гуарда
  - E805 Каштелу-Бранку
  - Евора
  - Оріке